# Nettie Palmer
Janet Gertrude "Nettie" Palmer (de soltera: Higgins) (18 de agosto de 1885 - 19 de octubre de 1964) fue una poeta, ensayista australiana y la principal crítica literaria de Australia de su época. 

## Primeros años
Nettie Higgins nació en Bendigo , Victoria, sobrina de HB Higgins , una destacada figura política radical victoriana y más tarde ministro federal y juez del Tribunal Supremo de Australia y de Ina Higgins, hermana de HB Higgins. Primera arquitecta paisajista femenina en Victoria.  Una brillante erudita y lingüista, Nettie fue educada en el Presbyterian Ladies 'College, Melbourne, en la Universidad de Melbourne y estudió fonética en Alemania y Francia para el Diploma Internacional de Fonética.  Ella estuvo activa en los círculos literarios y socialistas a su regreso a Melbourne y formó una relación profunda y de largo plazo con el poeta visionario Bernard O'Dowd.  Si bien su hermano Esmonde Higgins era un destacado comunista australiano, Nettie nunca se unió a ningún partido político: estaba mucho más interesada en un amplio cambio social.
Higgins conoció a Vance Palmer en la Biblioteca Pública de Melbourne en 1909.  Durante los siguientes años, ambos pasaron un tiempo en Europa: Higgins estudiando para obtener su diploma, Palmer estableciendo una carrera en periodismo y escribiendo en Londres. Estuvo activo en círculos asociados con el modernismo temprano y la Nueva Era. Se casaron en Londres en abril de 1914, con la intención de trabajar allí durante un par de años.  Pero después del estallido de la Primera Guerra Mundial en agosto de 1914, el militarismo dominó el periodismo. Una hija, Aileen , nació en Londres en abril de 1915. Los Palmers regresaron a Melbourne más tarde ese año. Otra hija, Helen , nació en mayo de 1917. Vance y Nettie hicieron campaña contra el intento del gobierno de Hughes de introducir el servicio militar obligatorio en Australia.  En 1918, Vance se ofreció como voluntario para unirse al ejército australiano, pero la guerra terminó antes de ver el servicio activo. 

## Escritura de carrera y vida posterior.
Tanto Vance como Nettie habían comenzado a publicar poesía, cuentos, críticas y periodismo antes de la guerra.  Antes de su matrimonio, Nettie enseñaba lenguas modernas y fonética.  En la década de 1920, viviendo en la ciudad costera de Caloundra , Queensland , Nettie, como Vance, podía dedicarse a la literatura y la escritura a tiempo completo. 
En 1924, Nettie publicó Modern Australian Fiction , en ese momento el estudio crítico más importante de la literatura australiana. Con sus dos hijas y luego asistiendo a la escuela, volvió a escribir a tiempo completo.  Escribiendo regularmente para numerosos periódicos en toda Australia, escribió sobre una amplia gama de temas, desde el medio ambiente hasta eventos culturales, revisando todos los libros importantes que se publican en Australia, Estados Unidos, Europa y otros lugares. En 1928 vio la publicación de su selección de 'Un libro de cuentos australianos' basándose en cuentos que solo habían encontrado forma en publicaciones efímeras. En 1931 publicó una importante biografía de su tío, Henry Bournes Higgins : A Memoir .  Editó una extraordinaria colección de escritos de mujeres victorianas, tanto históricos como literarios para el centenario de Victoria, Libro de regalos del centenario .  También se convirtió en el centro de una red de correspondencia con muchos otros escritores, principalmente mujeres.  Ella fue una importante confidente y mentora de escritores como Marjorie Barnard y Flora Eldershaw .
En 1935, los Palmers viajaron a Europa y estaban de vacaciones cerca de Barcelona cuando estalló la Guerra Civil Española. Aileen y Helen se unieron al Partido Comunista como estudiantes, y Aileen se quedó para prestar servicio voluntario en la Unidad Médica Británica en España cuando el resto de la familia regresó a Australia.  A su regreso a Melbourne, Nettie se dedicó a apoyar a la República Española .
Durante la Segunda Guerra Mundial, Vance y Nettie se opusieron fuertemente al advenimiento del fascismo, ya sea en Australia o en el extranjero.  Debido a que habían presenciado la pérdida de los derechos democráticos durante la Gran Guerra, su trabajo consistía en fortalecer la creencia australiana en el igualitarismo y los derechos humanos.  También fueron los primeros defensores de la importancia de la conciencia ambiental regional y el libro de Nettie sobre los Dandenongs es una historia ambiental temprana importante.  Nettie publicó Las memorias de Alice Henry (1944) y Catorce años: extractos de un diario privado (1948), a menudo considerada su mejor trabajo. 
Nettie publicó Henry Handel Richardson: A Study , que hizo mucho por establecer la reputación del ahora aclamado autor de Melbourne Henry Handel Richardson (el seudónimo de Ethel Florence Lindesay Richardson) y su monumental trilogía The Fortunes of Richard Mahony . 
Vance y Nettie fueron recordados por aquellos que los conocían por su gran compasión y generosidad.  Fueron instrumentales en el reconocimiento de la literatura australiana como un tema digno de estudio y enseñanza seria en la academia.  Nettie estaba activa en el Instituto Goethe en Melbourne.  Los últimos años de Vance y Nettie se vieron empañados por su propia salud y por la preocupación de su hija Aileen, quien sufrió una crisis mental en 1948 y se convirtió en alcohólica.  Aileen era una poeta establecida por derecho propio y escribió extensamente sobre la Guerra Civil Española.  Nettie murió en 1964, llorada universalmente por escritores y lectores australianos. 
El Premio Literario para la ficción de Victorian Premier se llama Premio Vance Palmer , mientras que el premio a la no ficción es el Premio Nettie Palmer (hasta el año 2010, cuando bajo la dirección del Centro Wheeler se les cambió el nombre a Premios del Primer Ministro Victoriano).  En 2018, Nettie fue incluida en el Salón de la Fama para el Melbourne Press Club en reconocimiento a su elegante prosa. 

### Colecciones de poesía
- El viento del sur (1914)
- Caminos sombríos (1915)

### No ficción
- Henry Bournes Higgins   : Una memoria (1931)
- Hablando por encima (1932)
- Memorias de Alice Henry (1944) editadas
- Catorce años   : Extractos de un diario privado 1925-1939 (1948)
- Henry Handel Richardson   : Un estudio (1950)
- Los Dandenongs (1952)
- Henry Lawson (1952)
- Bernard O'Dowd (1954) con Victor Kennedy
- Letters of Vance y Nettie Palmer 1915-1963 (1977) editado por Vivían Smith
- Nettie Palmer   : Su diario privado Catorce años, poemas, reseñas y ensayos literarios (1988) editado por Vivían Smith
- Loving Words Love Letters of Nettie y Vance Palmer 1909-1964 (2018) editadas y seleccionadas por Deborah Jordan

### Antología editada
- Un libro de cuentos australiano (1928)
- Libro de regalos del centenario (1934) editado con Frances Fraser
- Costa a costa   : Historias australianas 1949-50 (1950)